# أندرو ميرسير
أندرو ميرسير (31 مايو 1979 في المملكة المتحدة - ) (بالإنجليزية: Andrew Mercer)‏ هو لاعب كريكت بريطاني. لعب مع Lancashire Cricket Board ‏.

## وصلات خارجية
- أندرو ميرسير على موقع إي آس بي آن كريك إنفو (الإنجليزية)